# Scorpaena sonorae
Scorpaena sonorae behoort tot het geslacht Scorpaena van de familie van schorpioenvissen. Deze soort komt voor in het oosten van de Grote Oceaan, met name bij Mexico op diepten tot 30 m. Zijn lengte bedraagt 15,8 cm. De vis is giftig.